# Kuronezumia leonis
Kuronezumia leonis és una espècie de peix de la família dels macrúrids i de l'ordre dels gadiformes.

## Morfologia
- Els mascles poden assolir 50 cm de llargària total.[5][6]

## Hàbitat
És un peix d'aigües profundes que viu entre 161-850 m de fondària.

## Distribució geogràfica
Es troba a Namíbia, Cape Point (Sud-àfrica) i el sud-oest de l'Atlàntic.